# Lista de prefeitos de Videira (Santa Catarina)
Esta é a lista de prefeitos e vice-prefeitos do município de Videira, estado brasileiro de Santa Catarina:
| N° | Prefeito                 | Partido | Vice-prefeito                       | Início do mandato       | Fim do mandato         | Observações                                           |
| -- | ------------------------ | ------- | ----------------------------------- | ----------------------- | ---------------------- | ----------------------------------------------------- |
| 1  | Milton Leite da Costa    | PP      | Francisco Soares Andrada (PP)       | 12 de fevereiro de 1944 | 11 de maio de 1944     | Prefeito provisório nomeado                           |
| 2  | Pelágio Parigot de Souza | PP      | Walfred Kleinübing (PP)             | 12 de maio de 1944      | 29 de abril de 1946    | Prefeito provisório nomeado                           |
| 3  | Raymundo Formighieri     | PSD     | Eduardo de Barros (PSP)             | 30 de abril de 1946     | 1º de janeiro de 1948  | Prefeito provisório nomeado                           |
| 4  | Ângelo Ponzoni           | PSD     |                                     | 2 de janeiro de 1948    | 30 de janeiro de 1951  | Prefeito eleito em sufrágio universal                 |
| 5  | Antonio Francisco Gaio   | PTB     |                                     | 31 de janeiro de 1951   | 30 de janeiro de 1956  | Prefeito eleito em sufrágio universal                 |
| 6  | Luiz Leoni               |         |                                     | 31 de janeiro de 1956   | 30 de janeiro de 1961  | Prefeito eleito em sufrágio universal                 |
| 7  | Cézar Augusto Filho      | PTB     |                                     | 31 de janeiro de 1961   | 30 de janeiro de 1966  | Prefeito eleito em sufrágio universal                 |
| 8  | Waldemar Kleinübing      | UDN     |                                     | 31 de janeiro de 1966   | 30 de janeiro de 1970  | Prefeito eleito em sufrágio universal                 |
| 9  | Paulo Fioravante Penso   | ARENA   | Luiz Ferlin (ARENA)                 | 31 de janeiro de 1970   | 30 de janeiro de 1973  | Prefeito e vice eleitos em sufrágio universal         |
| 10 | Irio Zardo               | ARENA   | Euclides Locatelli (ARENA)          | 31 de janeiro de 1973   | 31 de janeiro de 1977  | Prefeito e vice eleitos em sufrágio universal         |
| 11 | Tadeu José Comerlatto    | ARENA   | Clodomir Bahr (ARENA)               | 1º de fevereiro de 1977 | 31 de janeiro de 1983  | Prefeito e vice eleitos em sufrágio universal         |
| 12 | Gabriel Bogoni           | PMDB    | Wilmar Carelli (PMDB)               | 1º de fevereiro de 1983 | 31 de dezembro de 1988 | Prefeito e vice eleitos em sufrágio universal         |
| 13 | Clóves Dal Vesco         | PDS     | Irio Zardo (PDS)                    | 1º de janeiro de 1989   | 31 de dezembro de 1992 | Prefeito e vice eleitos em sufrágio universal         |
| 14 | Wilmar Carelli           | PMDB    | Osmar Carboni (PDT)                 | 1º de janeiro de 1993   | 31 de dezembro de 1996 | Prefeito e vice eleitos em sufrágio universal         |
| 15 | Gabriel Bogoni           | PMDB    | Gilberto Antoninho Zarpelon (PDT)   | 1º de janeiro de 1997   | 31 de dezembro de 2000 | Prefeito e vice eleitos em sufrágio universal         |
| 16 | Carlos Alberto Piva      | PPB     | Mário Adolfo Corrêa Filho (PSDB)    | 1º de janeiro de 2001   | 31 de dezembro de 2004 | Prefeito e vice eleitos em sufrágio universal         |
| 16 | Carlos Alberto Piva      | PP      | Eduardo Gelinski Júnior (PFL)       | 1º de janeiro de 2005   | 31 de dezembro de 2008 | Prefeito reeleito e vice eleito em sufrágio universal |
| 17 | Wilmar Carelli           | PMDB    | Jorge Antonio Lopes Oliveira (PMDB) | 1º de janeiro de 2009   | 31 de dezembro de 2012 | Prefeito e vice eleitos em sufrágio universal         |
| —  | Lourenço Becker          | PMDB    | Nenhum                              | 1º de janeiro de 2013   | 28 de novembro de 2013 | Prefeito interino                                     |
| 18 | Wilmar Carelli           | PMDB    | Jorge Antonio Lopes Oliveira (PMDB) | 29 de novembro de 2013  | 31 de dezembro de 2016 | Prefeito e vice eleitos em sufrágio universal         |
| 19 | Dorival Carlos Borga     | PSD     | Claudete Nardi Vavassori (PP)       | 1º de janeiro de 2017   | 31 de dezembro de 2020 | Prefeito e vice eleitos em sufrágio universal         |
| 19 | Dorival Carlos Borga     | PSD     | Claudete Nardi Vavassori (PP)       | 1º de janeiro de 2021   | 31 de dezembro de 2024 | Prefeito e vice reeleitos em sufrágio universal       |
| 20 | Wilmar Carelli           | MDB     | Rafael Balestrin (MDB)              | 1º de janeiro de 2025   | Atualidade             | Prefeito e vice eleitos em sufrágio universal         |